# Dean Mealy
Dean R. Mealy (Cuyahoga Falls, 7 maggio 1915 – Massillon, 28 aprile 1973) è stato un cestista statunitense, professionista nella NBL.

## Carriera
Giocò per tre stagioni nella NBL, disputando complessivamente 19 partite con 3,8 punti di media.

## Palmarès
- Campione NBL (1938)